# Koss Corporation

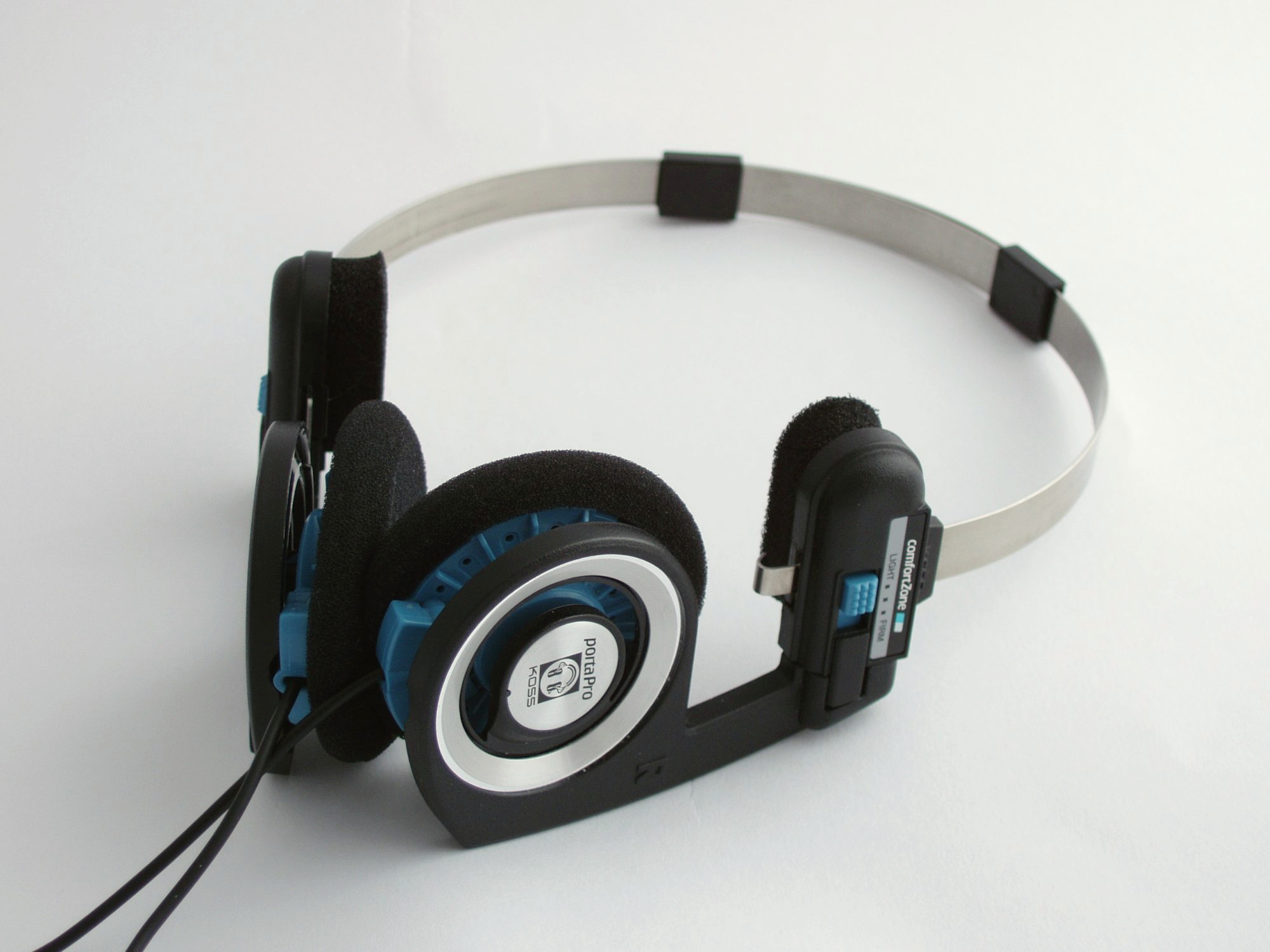
Koss Porta Pro

Koss Corporation è una azienda statunitense di elettroacustica che disegna e produce cuffie auricolari. La sede è a Milwaukee, Wisconsin dal 1958, è ritenuta la inventrice della prima cuffia stereofonica high fidelity.

## Storia
John C. Koss fonda la J.C. Koss Hospital Television Rental Company nel 1953. Dopo breve periodo Koss assieme a Martin Lange sviluppa la cuffia stereofonica. Con sede a Milwaukee, USA, nel 1991 Koss Audio & Video Electronics inizia a produrre e vendere elettronica di consumo con società separata a Hazelwood (Missouri). La famiglia Koss detiene il 75% della società.
Solo con il diploma, John C. Koss lavorò con Lange, un ingegnere, allo sviluppo della prima cuffia stereofonica, incidentalmente in quanto lavorarono per lo sviluppo di un fonografo. La caratteristica unica fu il privacy switch feature, che dava la possibilità all'utilizzatore di ascoltare la prima Koss SP/3 Stereophone. Questo permetteva di dimostrare all'utente le caratteristiche di hi-fi stereo sound sul fonografo portatile.
Prima del 1958 le cuffie auricolari avevano esclusivamente impiego professionale per radiocomunicazioni. Nel 1958, il prodotto stereo debuttò alla fiera dell'hi-fi di Milwaukee. Presto la Koss iniziò la produzione serie.
Agli inizi degli anni' 70 Koss iniziò la produzione di cuffie elettrostatiche high-end "electro-static" "ES series".
La diversificazione portò negli anni'80 la Koss verso la bancarotta dopo le perdite del 1984 di 6 milioni di US$. Koss entrò nel Chapter 11 nel 1985.
Nel 1991 Michael J. Koss, figlio del fondatore John C. Koss, divenne presidente e CEO.
Nel dicembre 2009, il vice president della finanza Sujata "Sue" Sachdeva viene accusato da una Corte Federale per una truffa informatica e appropriazione indebita di 34 milioni di US$. Sachdeva venne condannato a 11 anni di prigione. Koss fu obbligata a ricostruire cinque anni di dati finanziari.
Oltre al marchio Koss le cuffie vengono anche commercializzate a marchio Radio Shack su licenza. Alcuni prodotti sono Koss Plug e Koss Spark Plug. Dal 1989, le cuffie Koss sono costruite in nord America da KOSS.